# Bangweulumeer
Het Bangweulumeer (Bantoe voor groot water) is een meer in het noordoosten van Zambia. Het is de diepste plek van het Bangweulubassin. Bangweulu betekent waar het water de lucht ontmoet. Ten zuidwesten van het meer ligt de plaats Samfya.
Het zoetwatermeer ligt in een 1.140 m hoog gelegen bekken. Het strekt zich 80 km in noord-zuidelijke en 40 km in oost-westelijke richting uit. Het wordt door de sedimenten van de zijrivieren toenemend moerassig, waardoor de Bangweulumoerassen steeds groter worden. Het maar 4 meter diepe meer heeft een instroom langs 17 rivieren waarvan de Chambeshi veruit de grootste bijdrage levert. De uitstroom van het meer gebeurt langs de Luapula, die uitmondt op het Mwerumeer, uiteindelijk via de Luvua, een zijrivier van de Kongo. De meren en moerassen zijn rijk aan vis; die voedt niet alleen de vissers, maar ook de krokodillen.
Het meer werd door David Livingstone in 1868 bezocht. Hij stierf hier in 1873.
Het meer, de Bangweulu-moerassen en het aangrenzende drasland vormt met een totale oppervlakte van 15.000 km² een van 's werelds grootste draslandgebieden. Het gebied is vitaal voor zowel de economie als de biodiversiteit van noordelijk Zambia en heeft een belang voor de fauna van een veel groter gebied.
De moerassen zijn de habitat van onder meer de litschiewaterbok, de lierantilope en nijlpaarden, vogels als de IUCN-kwetsbare schoenbekooievaar, de lelkraanvogel, de zadelbekooievaar, de heilige ibis, de witkapbijeneter, de moerasvliegenvanger en Denhams trap. Het visbestand bestaat uit onder meer Afrikaanse meerval, slangmeerval, tapirvissen (vooral bulldogvissen en dwerg-klipstamper) en eigenlijke karpers (streepbarbeel, dwergbarbeel, koperstreepbarbeel, ...), maar ook de marmerlongvis leeft en overleeft in het Bangweulumeer.
De Emela-ntouka, een cryptozoölogisch dier, wordt verondersteld onder meer in het Bangweulumeer zijn habitat te hebben.
Abayameer · Abbemeer · Abijattameer · Afrerameer · Albertmeer · Assalmeer · Awasameer · Bamendjingmeer · Bangweulumeer · Baringomeer · Basakameer · Bittermeren · Cahora Bassa · Chamomeer · Delcommunemeer · Edwardmeer · Fitrimeer · Georgemeer · Guiersmeer · Hajkmeer · Kabambameer · Kabelemeer · Kabwemeer · Karibameer · Kisalemeer · Kitshomponshimeer · Kivumeer · Kokameer · Kyogameer · Lac Rose · Langanomeer · Mai-Ndombemeer · Manantalimeer · Malawimeer · Manyekemeer · Mofwelagune · Mwerumeer · Mweru-Wantipameer · Naivashameer · Nakurumeer · Nassermeer ·   Nyosmeer · Nzilomeer · Shalameer · Tanameer · Tanganyikameer · Tele-meer · Toshkameren · Tshangalelemeer · Tsjaadmeer · Tumbameer · Turkanameer · Upembameer · Victoriameer · Voltameer · Walilupemeer · Zimbambomeer · Ziwaymeer